# 廣瀬智美
廣瀬 智美（ひろせ ともみ、1981年10月3日 - ）は、NHKのアナウンサー。
戸籍上の表記は旧字体が含まれた「廣瀬」だが、旧字体等の使用に制限がある一部メディアでは、新字体の「広瀬」に修正して表記される。

## 人物
大分県大分市出身。大分県立大分上野丘高等学校、津田塾大学学芸学部卒業後、2004年（平成16年）に入局。

## 嗜好・挿話
九州出身のアナウンサーとして、初任地鹿児島放送局では県内はもとより九州ブロックの番組にも度々出演。スポーツ関連番組に出演。また、地上デジタル放送推進大使として、民放各局の女性アナウンサーと共に地上デジタル放送開始のPR活動をしていたが、2007年6月、その役目を同局に配属された藤井まどかに引き継いだ。
2番目の勤務地である大阪放送局でもスポーツ報道を中心に担当し、2009年3月28日付で東京・渋谷へ異動すると、同年4月5日より、与田剛（野球解説者）と共に「サンデースポーツ」の司会を2年間担当した。
2012年11月に民放アナウンサーの増田和也（同学年且つアナウンサー同期）と結婚。
2015年10月5日に長男を出産したことを夫の増田が10月31日に自身が担当する『ウイニング競馬』の放送中に公表し、現在は二児（ともに男児）の母である。
好きなものは おむすび、たまご、さば、あんこ、かぼちゃ、栗、桃、いも焼酎。
2023年度からはNHKのど自慢の司会を後述のとおり二宮直輝と週替りで務める。なお、同番組開始以来初の女性司会者である。

## 担当番組
★は、現在担当中

### 鹿児島放送局時代（2004年度 - 2006年度）
- 鹿児島のニュース、中継など
- さきどり!情報かごしま - リポーター
- おはよう鹿児島
- 2006 FIFAワールドカップ デイリーハイライト（2006年）
- 高校野球ラジオ実況（2005年・2006年）
- POP JAM X'masスペシャル DJ OZMAのアゲ♂アゲ♂HOLY☆騎士 （2006年12月24日）
- 徹底討論 ふるさと再生スタジアム「若者の離職」（2007年6月29日）
- 探検ロマン世界遺産（2007年8月4日）

### 大阪放送局時代（2007年度 - 2008年度）
- ニューステラス関西 スポーツコーナー（2008年3月31日 - 2009年3月27日）
- 第62回ライスボウル：立命館大学 対 パナソニック電工（2009年1月3日） - 副音声実況中継

### 東京アナウンス室時代（2009年度 - ）
- 冬季オリンピック
  - 2010年バンクーバーオリンピック 現地取材担当
  - ソチオリンピック開会式実況（2014年2月8日、阿部渉とともに）
  - 2022年北京オリンピック開会式実況（2022年2月4日、一橋忠之とともに）
- FIFAワールドカップ
  - 2010 FIFAワールドカップ・南アフリカ大会 スタジオ進行
  - FIFAワールドカップ2022 - スタジオ進行
    - ウィークリーハイライト（2022年12月4日・11日・18日）
- 2010年広州アジア大会 竹林宏アナと共に開会式実況担当
- サンデースポーツメインキャスター
- いざメジャーへ！ダルビッシュ有が切り開く新時代（2012年4月7日）
- ロンドンオリンピック開会式実況（2012年7月28日、武田真一とともに）
- 道徳ドキュメント 2代目ナレーション（2011年4月22日 - 2013年3月8日・ペットの命はだれのもの? 回から “自分のことば”で考える 回まで）※あやちゃんの卒業式と ふるさとの絆をもう一度 の2回を除く、18回分を担当した。
- ニュースウオッチ9 スポーツキャスター（2011年4月 - 2015年3月27日）
- 高校野球100年のものがたりあの感動シーンを熱球トーク！（2015年3月23日、関根勤とともに）
- ホットスポット・セレクション 緑の楽園 宝石色の動物たち 中米 コスタリカ （ナレーション・2015年6月6日）
- スポーツ中継実況（テニス）
- スポーツニュース専任ナレーション・サタデースポーツ、サンデースポーツ（2009年4月5日 - 2015年3月）
- 4時も！シブ5時 キャスター（2017年4月3日 - 2018年3月9日）
- 花は咲く〜走れ！サンテツver.〜 メイキング版（2019年3月31日） - ナレーション
- きょうの料理（2019年4月2日 - 2023年3月） - 司会
- NHKニュースおはよう日本（土曜・日曜・祝日、2019年4月6日 - 2022年4月3日） - スポーツコーナー担当
- 映画音楽はすばらしい!（2020年10月10日、NHK BSプレミアム、安田顕とともに） - MC[5]
  - 映画音楽はすばらしい！II（2021年4月3日、NHK BSプレミアム・2021年3月24日、NHK BS4K） - MC[6]
  - 映画音楽はすばらしい！III（2021年12月27日、NHK BSプレミアム/BS4K） - MC
- スポヂカラ！（2020年12月 - 2023年3月） - MC
- 2021年新春！ニッポン"ふるさと"リレー（2021年1月1日） - 司会
- 歌えるJ-POP！黄金のベストアルバム30M！（2021年5月23日 - ） - MC★
- ふかぼりプロ野球 MC（飯塚洋介とともに）（R1 ラジオ第一）（2022年10月10日）
- インタビュー ここから（小室哲哉）インタビュアー（2022年11月23日）
- ニュースウオッチ9（スポーツコーナー担当、2007年2月19日、9月3日 - 7日、2008年3月3日 - 7日、11月10日 - 14日）
- NHKのど自慢（二宮直輝と隔週交代、2023年4月2日 - ） - 司会[7]★
- ダーウィンが来た!（2022年5月15日 - ） - ナレーション★
- ラジオニュース（不定期：主に平日の13時 - 14時、16時 - 18時の定時ニュース、15時のニュース・気象情報）（2022年4月 - ）★
- 天空の氷河へ アルプス・鉄道の旅（2022年10月22日、BSプレミアム/BS4K/2022年9月12日、BS8K） - 語り
- 弘兼憲史の“俺たちはどう生きるか”（NHKラジオ第1、2024年10月 - ）※2023年より不定期放送。2024年10月より土曜第1週のレギュラー放送。
- ひむバス!（2025年7月10日・17日）- バスガイド（アシスタント）